# Jules Barni
Pour les articles homonymes, voir Barni (homonymie).
Jules Romain Barni, né à Lille (Nord) le 1er juin 1818 et mort à Mers-les-Bains (Somme) le 4 juillet 1878, est un philosophe et un homme politique français, député de la Somme.

## Biographie

### Un professeur de philosophie
Il est le fils d’un opticien d'origine italienne. Après de brillantes études commencées au collège royal d'Amiens et terminées au collège Rollin à Paris, il est admis, en 1837, à l'École normale. Il en sort, en 1840, premier à l'agrégation de philosophie, et est nommé quelque temps professeur au collège de Reims. Il revient ensuite à Paris, et Victor Cousin, qui prépare alors une édition personnelle de ses premiers cours, se l'attache comme secrétaire. La connaissance approfondie de la langue allemande qu'a le jeune agrégé rend sa collaboration particulièrement précieuse au philosophe universitaire, qui n'a jamais lu Kant dans le texte. Jules Barni en profite lui-même pour étudier plus à fond la doctrine du penseur allemand, dont il songe dès lors à publier une traduction française. 
Après être resté une année seulement auprès de Cousin, de 1841 à 1842 — c'est la durée habituelle de ces fonctions de secrétaire, récompense en quelque sorte consacrée du premier rang à l'agrégation de philosophie — il se fait recevoir docteur ès lettres, tout en enseignant successivement la philosophie au Lycée Louis-le-Grand, au Lycée Charlemagne, au Lycée impérial Bonaparte, en même temps qu'il commence la publication de sa grande traduction de Kant. Il donne également de nombreux articles à une revue libérale, la Liberté de penser, fondée par Jules Simon à la fin de 1847, et qui devient, en 1848, nettement républicaine. Il devient aussi en 1848 vice-président de la Société démocratique des libres penseurs.

### Un opposant au Second Empire
Ses articles, dont l'un est intitulé le Suffrage universel et l'instruction primaire, excitent bientôt la défiance du pouvoir. En 1850, tombé en disgrâce, il est brusquement envoyé de Paris au lycée de Rouen. Il se rend à son nouveau poste, mais un peu plus tard, lorsque le Coup d'État du 2 décembre 1851 impose aux fonctionnaires l'obligation de prêter le serment de fidélité, il refuse. Il est considéré, avec plusieurs autres, comme ayant donné sa démission de professeur, et est exclu de l’enseignement. Paul Janet écrit : « Il avait alors, sans être marié, tous les devoirs de la famille : un père aveugle, une nièce orpheline, qu'il dut élever ».
À cette occasion, il lie connaissance avec Henri Brisson, avec qui il cofonde le journal l’Avenir. Il se consacre alors à la philosophie de Kant qu’il se donne pour mission, par ses ouvrages, d'introduire en France. Il publie des traductions de divers ouvrages du philosophe allemand, avec des analyses critiques très développées, où, parlant en son nom propre, il exprime hautement ses espérances démocratiques. Il collabore en outre avec d'autres universitaires insermentés, Étienne Vacherot, Frédéric Morin, Eugène Despois, Albert Le Roy à divers recueils périodiques d'opposition : la Revue de Paris, l'Avenir, et toujours à la Liberté de penser.
Exilé à Genève, il est appelé, en 1861, par le régime radical à enseigner l'histoire et la philosophie à l'académie de cette ville, où il remplace un autre exilé, Victor Chauffour. Il occupe cette situation jusqu'en 1870. Plusieurs de ses ouvrages, Les Martyrs de la libre-pensée, Napoléon Ier et son historien M. Thiers, Histoire des idées morales et politiques en France, La Morale dans la démocratie ne sont que le résumé de ses idées exposées par lui dans ses cours de Genève. En 1867, fortement influencé par les principes de Kant, il organise et préside le premier congrès de la Paix et de la Liberté à Genève. À l'issue de ces assises, il devient l'un des fondateurs et dirigeants de la Ligue internationale de la paix et de la liberté, qui a pour objet la substitution de l'arbitrage à la guerre.

### Un élu républicain
Le 4 septembre 1870 le rappelle en France. Il se met aussitôt à la disposition du Gouvernement de la Défense nationale, et prend la direction d'un journal officiel populaire, le Bulletin de la République, qui cesse de paraître au moment de la conclusion de la paix. La Délégation de Tours a nommé Barni, inspecteur général de l'Université, mais cette nomination, irrégulière parce qu'il n'existe alors aucun vide dans le cadre « inspecteurs », reste nulle et non avenue. Barni entre alors dans la politique. Un grand nombre d'électeurs républicains de la Somme songent à lui pour la députation, mais il échoue d'abord à l'élection complémentaire du 7 janvier 1872, en remplacement du général Faidherbe qui venait d'opter pour le Nord. Candidat radical, il obtient 40 660 voix seulement contre 52 826 voix accordées à Albert Dauphin, républicain conservateur, qui fut élu. Mais Dauphin s'étant presque aussitôt démis de son mandat, Barni se trouva seul, le 9 juin 1872, contre deux adversaires conservateurs Cornuau et Lejeune. Il fut élu par 54 820 voix. Il s'est déclaré, dans sa profession de foi, disposé à soutenir la politique de Thiers. En 1874, il devient franc-maçon, membre de la Grande Loge de France. 
À l'Assemblée de Versailles, il siège à gauche, se fait inscrire aux deux groupes de la Gauche et de l'Union républicaine de Gambetta, et donne dès lors tout son concours à la politique conseillée par ce dernier, qui devait aboutir au vote de la Constitution de 1875.

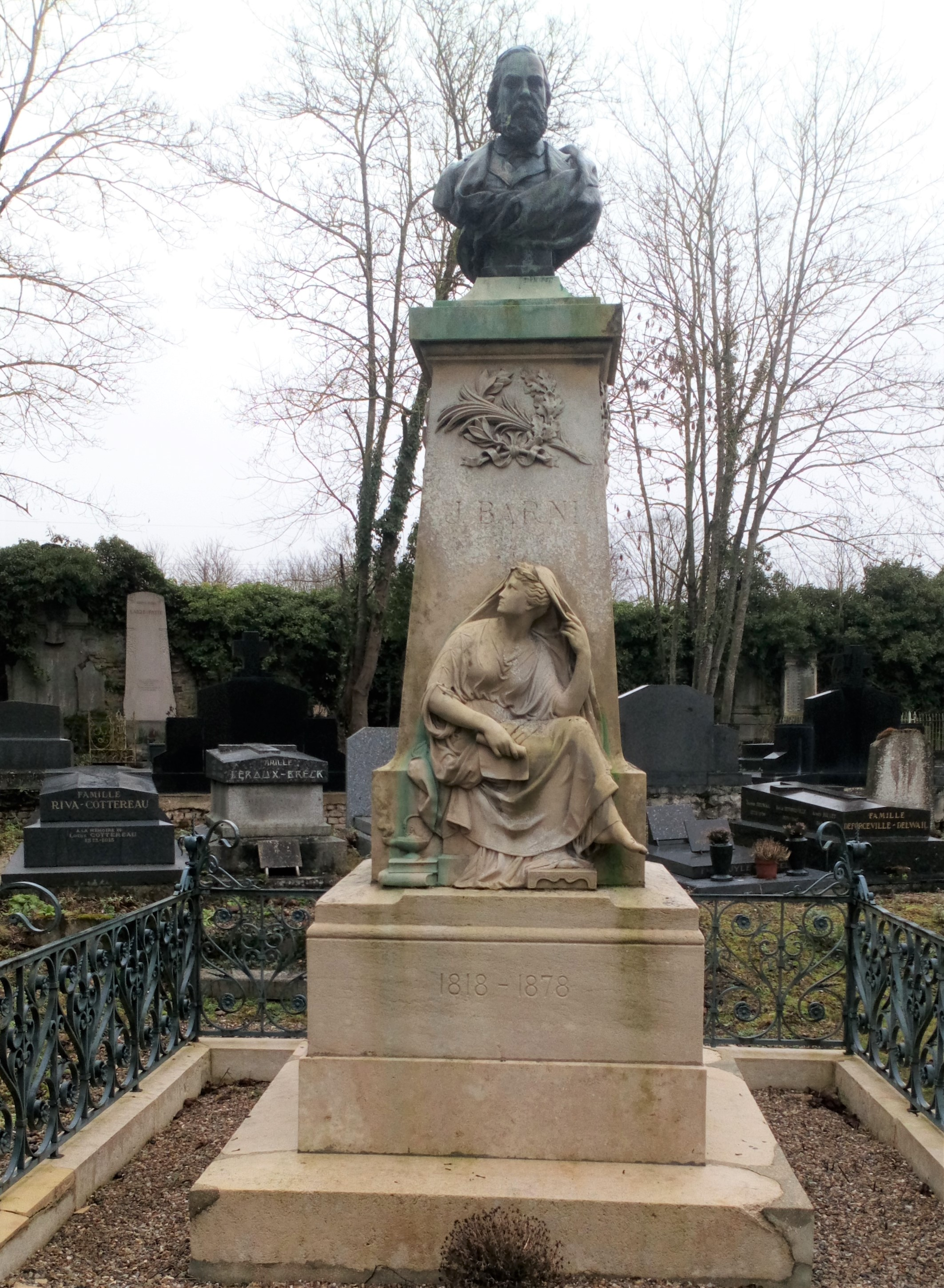
Sépulture de Jules Barni au Cimetière de La Madeleine (Amiens).

Le rôle de Barni prend plus d'importance à la Chambre des députés de 1876, où il est, le 20 février 1876, élu par la 1re circonscription d'Amiens avec 11 133 voix sur 20 974 votants et 26 958 inscrits contre 9 448 voix à de Fourment, conservateur. Il vote dans l'Assemblée précédente Contre la loi de 1875 sur l'enseignement supérieur.
Nommé, en 1876, membre et président des commissions saisies de la révision de cette loi, ainsi que de celles qui régissent l'enseignement primaire, il prend la parole à la Chambre dans la discussion des grades, combat deux amendements tendant à l'institution de jurys spéciaux qui auraient été désignés soit par le conseil supérieur, soit par le ministre, et s'attache à prouver que de tels jurys seraient loin d'offrir les mêmes garanties de compétence et d'impartialité que les facultés. Barni, qui aurait souhaité une réforme plus complète, dépose la même année une proposition spéciale, qui a pour but de favoriser l'initiative individuelle, c'est-à-dire les cours isolés et les conférences. Cette proposition est momentanément écartée.
Jules Barni s'associe à tous les votes de la majorité de gauche, notamment le 19 mai 1876, Pour la proposition de Guillaume Margue tendant à une amnistie partielle des condamnés de la Commune. Il fait partie enfin des 363 députés qui témoignent de la défiance à l'égard du gouvernement du 16 mai. Mais sa santé, gravement altérée depuis quelque temps, ne lui permet pas d'accepter, après la dissolution de la Chambre, le renouvellement de son mandat. Il vit encore une année et est inhumé civilement à Amiens, au cimetière de La Madeleine.

## Œuvres
- La morale dans la démocratie : cours donnés à Genève en 1864, publiés en 1868 (Éd. Germer Baillière, coll. «Bibliothèque de philosophie contemporaine»); réédition posthume en 1885 avec une préface de Nolen ;  traduit en japonais en 1887 par Nakae Chômin (Minshukoku no dôtoku 民主国之道徳). Édition par P. Macherey, Paris, Kimé, 1972.
- Les martyrs de la libre pensée ;
- Les moralistes français au dix-huitième siècle. Vauvenargues, Duclos, Helvétius, Saint-Lambert, Volney ;
- Napoléon premier et son historien M. Thiers ;

- Manuel républicain ;
- Ce que doit être la République ;
- Les principes et les mœurs de la République ;
- Les institutions républicaines ;
- Discours de MM. Jules Barni, député à l’Assemblée nationale et Eugène Delattre, Avocat, Réunion privé du dimanche 3 novembre 1872

- Philosophie de Kant : examen de la Critique du jugement ;
- Philosophie de Kant : examen des Fondements de la métaphysique des mœurs¸ et de la Critique de la raison pratique ;
- Fragments inédits sur Condorcet ;

### Traductions de l’allemand
- Considérations destinées à rectifier les jugements du public sur la Révolution française ; précédées de la Revendication de la liberté de penser, auprès des princes de l'Europe qui l'ont opprimée jusqu'ici par Johann Gottlieb Fichte ;
- Critique du jugement, suivie des Observations sur le sentiment du beau et du sublime, par E. Kant. (Paris, Ladrange, 1846. 2 vol) ;
- Critique de la raison pratique, précédée des Fondements de la métaphysique des mœurs, par E. Kant. (Paris, Ladrange, 1848. In-8°, 400p.) ;
- Éléments métaphysiques de la doctrine du droit (première partie de la Métaphysique des mœurs), suivi d'un Essai philosophique sur la paix perpétuelle et d'autres petits écrits relatifs au droit naturel, par E. Kant. (Paris, A. Durand, 1853. In-8°, 392p) ;
- Éléments métaphysiques de la doctrine de la vertu (deuxième partie de la Métaphysique des mœurs), suivi d'un traité de pédagogie et de divers opuscules relatifs à la morale, par E. Kant. (Paris, A. Durand, 1855. In-8°, 278 p) ;
- Critique de la raison pure, par E. Kant. (Paris, G. Baillière, 1869. 2 vol. In-8) ;
  - Théorie transcendantale des éléments (esthétique, logique, analytique et dialectique)
  - Méthodologie transcendantale
- Traité de pédagogie par E. Kant (Paris, F. Alcan, 1886. In-18, 133 p).

### Sources
- « Jules Barni », dans Adolphe Robert et Gaston Cougny, Dictionnaire des parlementaires français, Edgar Bourloton, 1889-1891 [détail de l’édition]
- Pierre Larousse : Grand Dictionnaire Universel du XIXe siècle
- Adolphe Robert et Gaston Cougny, Dictionnaire des parlementaires français, Paris, Edgar Bourloton, 1889-1891
- Gustave Vapereau : Dictionnaire universel des contemporains (1858)
- Michel Gaudard de Soulages et Hubert Lamant : Dictionnaire des Francs-Maçons européens (2005)  (ISBN 2-915461-13-9)